# Sterling Price
Generaal-majoor Sterling Price (Prince Edward County, 4 september 1809 – Saint Louis, 29 september 1867) was een Amerikaanse generaal met een lange staat van dienst. Hij diende in het leger van de Verenigde Staten en nam deel aan de Mexicaans-Amerikaanse Oorlog. Tijdens de Amerikaanse Burgeroorlog nam hij dienst in het leger Zuidelijke leger waar hij op de verschillende fronten meevocht. Hij diende ook als 11e gouverneur van Missouri tussen 1853 en 1857. Heden ten dage wordt hij herinnerd voor zijn diensttijd in Arkansas en zijn nederlaag in de Slag bij Westport op 23 oktober 1864.

## Vroege jaren en politieke loopbaan

### Virginia
Sterling Price kwam ter wereld in Prince Edward County, Virginia niet ver van Farmville. Zijn familie was van Welshe komaf. Zijn ouders, Pugh en Elizabeth Price hadden 12 slaven  en waren niet arm of rijk.  Over zijn exacte geboortedatum is geen eensgezindheid. De historicus Albert E. Castel stelt dat Price geboren werd op 11 september 1809.  Deze datum wordt eveneens gehanteerd door de State Historical Society of Missouri. Ezra J. Warner daarentegen schuift 20 september 1809 naar voor.   Zijn vader en oudere broer vochten in de Oorlog van 1812.  Na zijn lagere school werkte Sterling een tijdje op de tabaksplantage van zijn vader. In de herfst van 1826 volgde hij les in de Hampton-Sydney College. Hij keerde het volgende jaar niet terug om zijn studies af te ronden. Maar ging wel rechten studeren in Cumberland County.
Ook deze studies rondde hij niet af. In 1828 kreeg hij een baantje als assistent-griffier in Prince Edward County. Hoewel hij maar een minimale opleiding had gekregen, zouden deze jaren in van grote invloed zijn op Price. Hier werden zijn politieke overtuigingen duidelijk waarbij hij voor de slavernij was, tegen schuldenlast en niet veel voelde voor verandering in het algemeen. De jaren 1820 waren economisch moeilijke tijden in Virginia waarin de prijzen voor tabak een steile duik namen. Vele telers en handelaren gingen failliet. Zijn vader besliste om met zijn familie te verhuizen naar Missouri waar ze eind 1830 of begin 1831 aankwamen. Ze vestigden zich in Fayette. 

### Missouri
In de zomer van 1831 verhuisde het gezin naar Keytesville nabij Chariton County toen de vader van Sterling daar goede landbouwgrond gevonden had om een nieuwe tabaksplantage op te starten. Dit gebied was bekend als Boonslick waar verschillende voormalige plantagehouders uit Virginia al nieuwe bedrijven hadden opgestart.  Op 14 mei 1833 trad hij in het huwelijk met Martha Head. Ze was de dochter van een lokale rechter. Ze zouden samen vijf zonen en een dochter krijgen. Verschillende van hen zouden hun kindertijd niet overleven.  Price werd werkzaam als een handelaar samen met zijn handelspartner Walter Chiles. Price maakte ook deel uit van de lokale militie. Hij kon dankzij zijn bloeiend bedrijf meer land aankopen in de buurt van zijn woonst. 
Price werd aangeduid als de vertegenwoordiger van de county voor de conventie van de Democratische Partij in januari 1835. De conventie was sterk pro Jacksoniaans en nomineerde Martin Van Buren als presidentskandidaat. Thomas Hart Benton werd aangeduid als vice-president. In ditzelfde jaar kreeg Sterling het merendeel van de landerijen in eigendom van zijn vader. Dit maakte hem tot de één van de grootste landeigenaren in Charinton County. In april werd Price aangeduid als Postmeester in Keytesville en gaf de aftrap voor zijn campagne om verkozen te worden in het Missouri General Assembly in augustus.. Hij werd verkozen voor het Missouri House of Representatives en nam zitting in twee comités. Toen de eerste zitting begon op 21 november 1836 diende Price een motie in om een staatsbank op te richten in Missouri. Hoewel dit inging tegen de Jacksoniaanse principes werd er begin 1837 een staatsbank opgericht weliswaar met beperkende maatregelen. Hij kon ook een andere motie doordrukken die het aanzetten tot een slavenopstand strafbaar maakte. Price was een sterke voorstander van slavernij als essentieel onderdeel van Zuidelijke aristoctratie. Bij een andere wet liet hij een amendement stemmen om de slaveneigenaars te compenseren voor slaven die geëxecuteerd werden door de staat. Toen de zitting eindigde op 6 februari keerde Price tevreden naar huis terug. 

### Mormoonse Oorlog

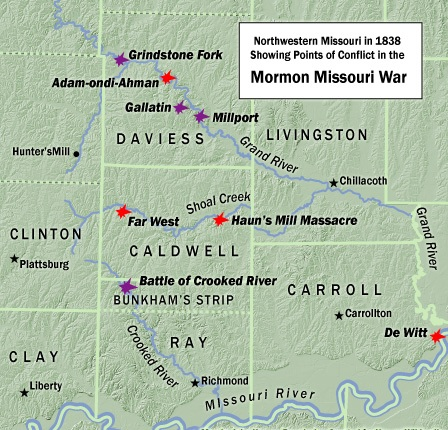
Overzichtskaart van de Mormoonse Oorlog

In 1836 werd in Caldwell County in de staat Missouri de stichting van een nederzetting goedgekeurd voor de leden van de Kerk van Jezus Christus van de Heiligen der Laatste Dagen (of Mormonen). Meer en meer leden van de kerk vestigden zich in het gebied en op 6 augustus 1838 braken er rellen uit in Gallatin toen de Mormonen probeerden om te stemmen buiten Caldwell County.  Na de rellen trokken 150 gewapende burgers (waaronder enkele Daniten) , aangevoerd door hun Mormoonse leiders Joseph Smith en Sidney Rigdon naar Adam-ondi-Ahman in Daviess County. Daar bezochten ze de lokale rechter en vroegen hem om een verklaring te ondertekenen tegen het geweld tegen Mormonen en voor het respecteren van de wet. De rechter kon hier niet op ingaan omdat hij het in strijd zag met zijn eed om geen speciale voordelen te geven aan de verschillende gemeenschappen binnen zijn jurisdictie. Samen met enkele andere rechters reisde nadien naar Richmond waar hij een klacht indiende tegen de Mormonen omdat zouden de aanzet geven tot een grensoorlog. Er werden arrestatiebevelen uitgevaardigd tegen de leiders van Mormonen. Zij weigerden echter zich te laten arresteren. 
Een hoorzitting vond plaats op een boerderij nabij Davies County op 7 september en werd voorgezeten door rechter Austin A. King. De leiders van de Mormonen werden verdedigd door Alexander Doniphan en David Rice Atchinson. De rechter oordeelde dat er genoeg bewijzen waren om een proces te starten met jury. De beklaagden werden vrijgelaten onder borgtocht. Doniphan, Atchinson en de beklaagden keerden samen terug naar Far West, een Mormoonse nederzetting. De burgers van Chariton County stuurden een delegatie onder leiding van Price om de gebeurtenissen te evalueren.  Samen met Edgar Flory woonde Price de hoorzitting bij. Hij ontmoette ook de Mormoonse leiders en hun advocaten. Daarna stuurde Price een verslag naar Chariton County waarin hij de rechtszaak tegen de Mormonen overdreven vond en hij de juiste inschatting maakte dat de burgers van Daviess County de problemen veroorzaakten.
De rust leek weer te keren totdat Mormoonse militiesoldaten drie anti-Mormonen arresteerden en een voorraad wapens vonden. Een 400-man sterke militie onder leiding van Doniphan haalde de drie gevangenen terug op 12 september. Begin oktober waren er opnieuw problemen. Doniphan en zijn militiesoldaten werden opnieuw opgeroepen. Voordat Doniphans manschappen arriveerden, verlieten de Mormonen De Witt. Op 18 oktober vielen de Mormonen Gallatin en Millport aan. Beide nederzettingen werden verwoest.  Op 25 oktober kwam het tot een geregelde treffen bij Crooked Creek. Sterk overdreven verslagen bereikten de politieke leiders van de staat. Twee dagen later vaardigde gouverneur Lilburn Boggs de Mormon Exermination Order waarin stond dat “de Mormonen moesten beschouwd worden als vijanden en ofwel verjaagd of uitgeroeid worden”. 
De gouverneur gaf de opdracht aan de staatsmilitie om de problemen gewapenderhand op te lossen. Price had de leiding over de militie uit Chariton County.  Begin november werd Far West ingenomen. Onder leiding van John Bullock Clark werden alle Mormonen opgepakt die verdacht werden van rebellie.  Price bracht de gevangen genomen Mormoonse leiders van Independence naar Richmond. De gevangenen werden slecht behandeld door de soldaten onder Prices bevel. Price stak geen vinger uit om de situatie te verbeteren. Toen de burgers van Keytesville in januari 1839 vergaderden, maakte Price deel uit van een vierkoppig comité waarin de krijtlijnen van het conflict beschreven werden en waarin ook alle acties verdedigd werden om de Mormoonse “opstand” neer te slaan.

### Terug naar de legislatuur
Door zijn deelname aan het conflict met de Mormonen zetelde Price geen tweede opeenvolgende keer in het huis van afgevaardigden in Missouri. De vennootschap met zijn partner Chiles verliep moeilijk. Price stelde een eind aan de samenwerking en vereffende zijn deel van de schulden van de vennootschap onmiddellijk. Hij startte een nieuwe vennootschap op met Lisbon Applegate. Price kreeg ook een aanstelling in de Fayette-afdeling van de staatsbank. Tegen 1840 bracht zijn tabaksplantage veel geld op en was hij eigenaar van tientallen slaven. In augustus 1840 werd Price opnieuw verkozen voor een termijn in het Huis van Afgevaardigden van Missouri.  Ondanks zijn jonge leeftijd en de beperkte ervaring gingen er stemmen op om hem aan te duiden als Speaker of the Missouri House of Representatives. Toen het huis in november samenkwam, werd Price unaniem verkozen tot deze functie.  In januari 1841 stemde Price mee tegen een wet die beperkte vennootschappen mogelijk maakten. Hoewel hij kort ervoor zelf problemen had ondervonden met onbeperkte aansprakelijkeheid.
Price werd in 1842 herverkozen met 72 tegen 11 stemmen.   De Democratische partij in Missouri beleefde echter moeilijke tijden. Er was onenigheid over staatsfinanciën en over de machtsverdeling binnen Missouri zelf. In 1844 voerde Price campagne om Benton te steunen in zijn herverkiezingsstrijd voor de federale senaat. Daarna was hij voorzitter van de Democratische conventie om verschillende belangrijke posten te verdelen en slaagde hij erin om John Cummins Edwards genomineerd te krijgen om gouverneur te worden. Uiteindelijk werd Benton herverkozen en kreeg Price een zetel in het federale Huis van Afgevaardigden. Jackson volgde Price op als Speaker.

### Huis van Afgevaardigden

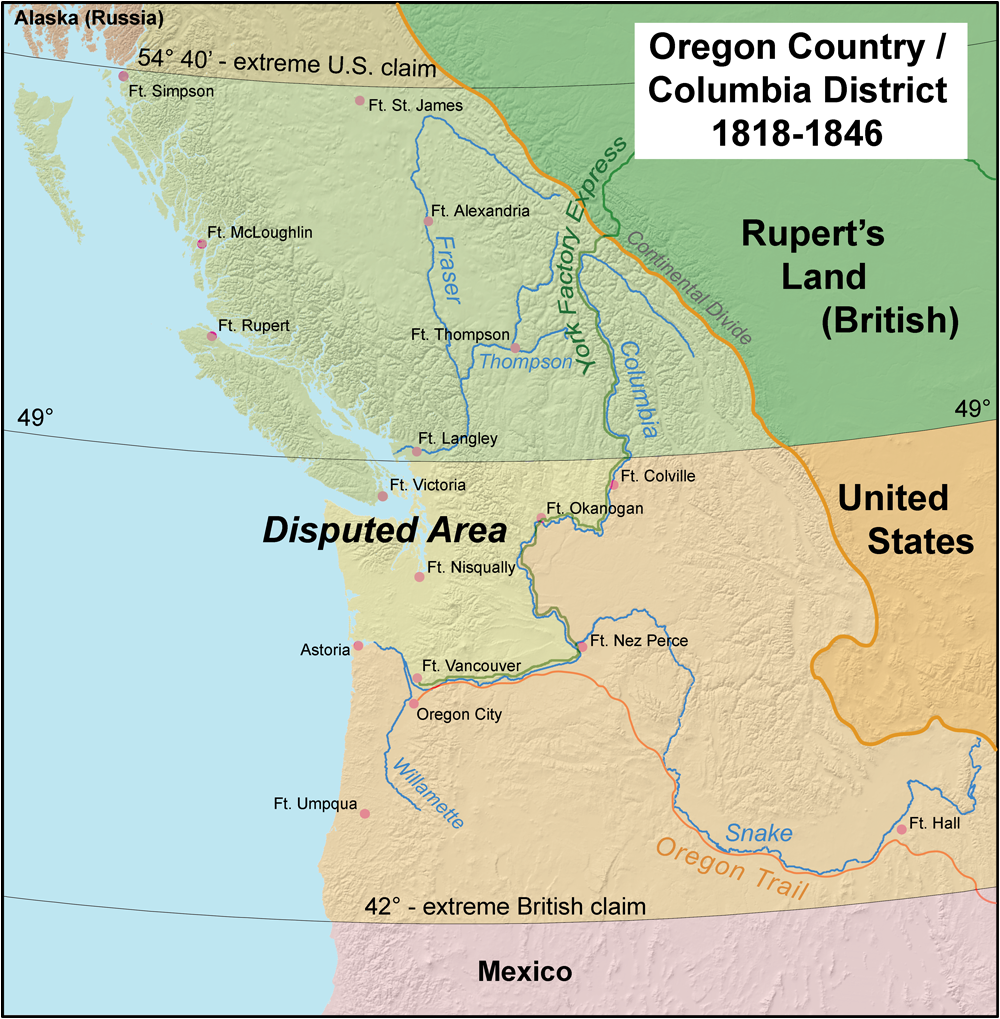
Kaart van Oregon Country met de verschillende zones waarop verschillende mogendheden aanspraak maakten

Price arriveerde in Washington, D.C. in november 1845, toen de beide kamers voor het eerst samen kwamen na de laatste verkiezingen. Op 1 december nam hij deel aan het 29th United States Congress  Eén van de eerste stemmingen waar Price aan deelnam betrof het herinvoeren van de Gag Resolution (waarbij discussies omtrent de slavernij verboden werd in het parlement). Andere belangrijke stemmingen waaraan Price deelnam waren het verbod op slavernij in het District van Columbia en de annexatie of toetreding van de Republiek Texas tot de Verenigde Staten. Begin 1846 stemde Pirce tegen Internal improvements Bill en de Rivers and Harbors Bill. Bij de Oregonkwestie nam hij initieel het standpunt dat de grens van Oregon Country op 54 graden en 40 minuten noorderbreedte moest worden vastgelegd. Een stelling die op veel steun kon rekenen in Missouri. Benton overtuigde Price echter om de 49 graden noorderbreedte als grens te erkennen. Dit zou de reputatie in zijn thuisstaat sterk aantasten.
Na de toetreding van Texas tot de Verenigde Staten groeiden de spanningen met Mexico met verschillende schermutselingen langs de grens tot gevolg. Op 11 mei 1846 stuurde president James Polk een boodschap naar het congres met de vraag om Mexico de oorlog te verklaren. Price stemde mee met de meerderheid die voor de oorlogsverklaring was. Ondertussen werd in Missouri een nieuwe kandidaat naar voor geschoven als democratisch kandidaat (namelijk James S. Green in plaats van Price. Price zijn stellingname in de Rivers and harbors Bill en de Oregonkwestie hadden zijn populariteit sterk aangetast. Teleurgesteld nam Price in augustus ontslag. Hij kreeg een aanstelling als kolonel in een van de regimenten uit Missouri die gerekruteerd werden voor de oorlog tegen Mexico.  Tijdens zijn periode in het Amerikaanse congres had Price twee wetten zelf voorgesteld. Eén ging over de haalbaarheid om een postroute uit te bouwen. De ander betrof het compenseren van paarden die de soldaten uit Missouri hadden verloren tijdens de Seminole-oorlogen.

## Mexicaans-Amerikaanse Oorlog
Price was bevelhebber van de 2nd Missouri Mounted Infantry Regiment. Zijn eenheid diende onder brigadegeneraal Stephen Watts Kearny. Hoewel Kearny om een infanterieregiment had gevraagd, vormde Price op eigen initiatief een cavalerie-eenheid. Tijdens de zomer van 1846 vertrok de 2nd Missouri uit Fort Leavenworth. Op 28 september arriveerden ze in Santa Fe. Tijdens de tocht werd Price getroffen door Cholera. Price werd omschreven als twistziek en een neiging om alleen beslissingen te nemen zo erg dat het ervaren werd als insubordinatie. Ook zijn eenheid was geen voorbeeld van discipline. In november en december viel Price opnieuw ziek uit. Voor de rest van zijn  leven zou Price de gevolgen blijven dragen als gevolgd van de cholera.

Kaart met een overzicht van de bewegingen van het leger van de Verenigde Staten tijdens de Mexicaans-Amerikaanse Oorlog

In januari 1847 brak de Taosopstand uit waar Charles Bent, de gouverneur van New Mexico gedood werd.  Price moest een deel van zijn soldaten achterlaten in Santa Fe als garnizoen. Hij vertrok met slechts 353 soldaten en vier Houwitsers op 23 januari richting Taos. De volgende dag versloeg Prices eenheid een numeriek sterkere  vijand in de Slag bij Cañada. Nieuwe versterkingen brachten zijn sterkte op 479 soldaten. Na nog een overwinning bij de Embudo Pass bereiktte Price Taos op 2 februari. De rebellen hadden verschillende gebouwen versterkt in de Pueblo de Taos. Op 3 februari werden de gebouwen gebombardeerd. De volgende dag voerden Prices zijn soldaten een succesvolle aanval uit. Er werden twee leiders gevangen genomen. Er werd één leider geëxecuteerd. De andere werd omgebracht in de gevangenis.
Toen de Missourians opnieuw hun garnizoensroutine opnamen, verslechterde de discipline zienderogend. Dit leidde tot kritische artikelen in de kranten van Missouri. In Juli werd Price bevorderd tot brigadegeneraal en werd de militaire gouverneur van Chihuahua. De diensttijd van de meeste van zijn soldaten eindigde in augustus en september. Ze keerden samen met Price terug naar huis. Price zocht zijn familie op en bezocht Jefferson City en St. Louis voor hij terugkeerde naar Fort Leavenworth. Hij vertrok vanuit het fort op 10 november en kwam aan in Santa Fe in januari 1848. De overgebleven soldaten in het garnizoen hadden zich beter gedragen dan verwacht in zijn afwezigheid. Hoewel hij zijn manschappen probeerde bezig te houden, bleef discipline een heikel punt.
Toen Price in Missouri was had hij gesproken met Adjudant-generaal Roger Jones met de vraag om een expeditie te mogen uitvoeren in Chihuahua en Durango. Jones besprak dit voorstel met de minister van oorlog William L. Marcy. Hun antwoord was dat zo’n expeditie voorlopig niet opportuun was, maar dat hij mocht optreden indien de Mexicanen Chichuahua binnenvielen en New Mexico bedreigden. Price kreeg te horen dat de Mexicaanse generaal José de Urrea met een grote strijdmacht op weg zou zijn naar El Paso. Price spoedde zich op 23 februari naar El Paso, maar het bleek vals alarm. Ondanks zijn orders om Chihuahua niet aan te vallen en Santa Fe voorlopig veilig was, besliste Price toch om Chihuahua toch binnen te vallen. Benton steunde hem volledig.  Ondanks bevoorradingsproblemen werd de aanval toch ingezet. Onderweg ontmoette hij een delegatie van de Mexicaanse gouverneur. Die bracht het nieuws dat het Verdrag van Guadalupe Hidalgo ondertekend was. De vijandelijkheden moesten worden gestaakt. Price hechtte geen geloof aan dit nieuws en zette zijn tocht verder. Een Mexicaans eenheid had Chihuahua verlaten en Price zette de achtervolging in. Door de uitval bij de paarden kon Price slechts 250 soldaten naar Santa Cruz de Rosales leidden waar de Mexicanen zich hadden teruggetrokken. Tussen 9 en 16 maart kreeg hij enkele versterkingen. Op 16 maart viel Price aan. De Mexicanen leden zware verliezen. Hoewel de oorlog al meer dan een maand voorbij was en hij rechtstreekse bevelen had genegeerd, kreeg Price felicitaties van president Polk. Price vertrok uit Chihuahua in juli en in oktober was hij terug in Missouri. Door zijn acties had hij veel politiek krediet gekregen.

## Gouverneur van Missouri
Na zijn terugkeer werd Price een slaveneigenaar en plantagehouder met tabak als belangrijkste teelt op de prairie van Bowling Green. Dankzij zijn militaire status werd hij met gemak verkozen tot gouverneur van Missouri in 1852. Zijn termijn liep van 1853 tot en met 1857. Tijdens zijn ambtsperiode werd de Washington-universiteit te Saint Louis gesticht, werd het openbaar onderwijssysteem gereorganiseerd en werd de Missouri State Teachers Association opgericht. Het spoorwegnetwerk werd uitgebreid en een Geologische dienst werd in het leven geroepen. Hoewel een wet werd gestemd om het loon van de gouverneur gevoelig te verhogen, weigerde Price deze. Hij wou enkel het loon die gangbaar was bij zijn aanstelling. Na zijn gouverneurschap werd Price aangesteld als de baancommissaris voor zijn thuisstaat. Hij slaagde er ook nog in om een deel van de Nortfolk and Western Railway door zijn county te laten rijden.

## De Amerikaanse Burgeroorlog

### Strijd om Missouri

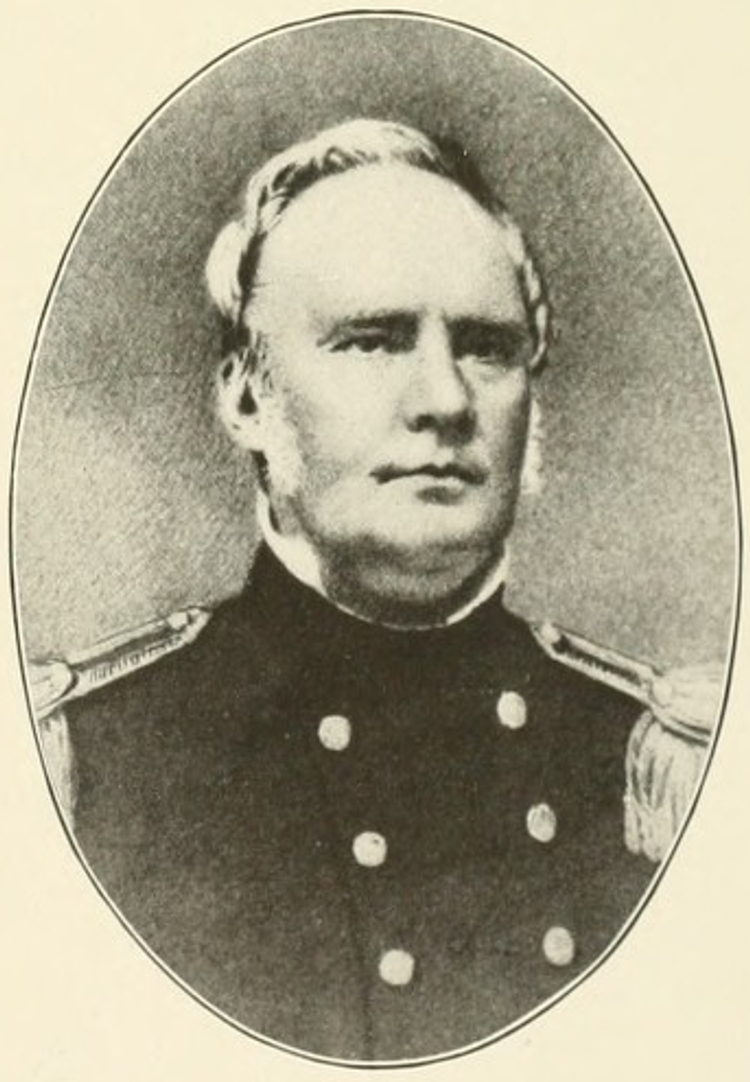
Price in uniform, rond 1861

Price was initieel een sterk voorstander van de Unie. Hij steunde de kandidatuur van Stephen A. Douglas tijdens de Amerikaanse presidentsverkiezingen van 1860. Toen verschillende staten in het diepe zuiden zich afscheurden en zich organiseerden in de Geconfedereerde Staten van Amerika, was Price sterk gekant tegen een afscheiding van Missouri. Op 28 februari 1861 werd hij verkozen tot voorzitter  van de Missouri State Convention waarin tegen de afscheiding werd gestemd. De omstandigheden veranderden zeer snel toen Francis Preston Blair, Jr. en kapitein Nathaniel Lyon de militiebarakken van Camp Jackson in Saint Louis bezetten. Price was woedend op deze grove schending van de integriteit van Missouri en gaf zijn onvoorwaardelijk steun aan de Zuidelijke staten.
Gouverneur Claiborne Fox Jackson stelde Price aan tot bevelhebber van de pas opgerichte Missouri State Guard in mei 1861. Hij kreeg “Old Pap” als bijnaam van zijn groene rekruten. Hun hoofddoel was het verjagen van Lyons eenheden. Ondertussen had Lyon de hoofdstad van Missouri bezet en een wet door het parlement gejaagd om gouverneur Jackson af te zetten en te vervangen door een niet-verkozen Noordelijke gouverneur. Het hoogtepunt van deze confrontatie was de Slag bij Wilson’s Creek op 10 augustus 1861. De Missouri State Guard, onder leiding van Price, en Zuidelijke troepen onder leiding van brigadegeneraal Benjamin McCulloch behaalden een grote overwinning op het Army of the West onder leiding van Nathaniel Lyon. Lyon sneuvelde tijdens de slag. Prices legermacht viel het noorden van Missouri binnen en versloeg de Noordelijke troepen onder leiding van kolonel James Mulligan tijdens de Eerste Slag bij Lexington. De Noordelijken stuurden versterkingen en slaagden erin om Price en gouverneur Jackson naar de grens met Arkansas terug te drijven. De Noordelijken behielden de controle over het grootste deel van Missouri hoewel er regelmatig raids uitgevoerd worden in de westelijke delen van de staat.
Er ontstond onenigheid tussen Price en McCulloch over de verdere aanpak na de slag bij Wilson’s Creek. Ze gingen in onmin uit elkaar waardoor een potentieel sterke Zuidelijke strijdmacht gesplitst werd. Price en McColluch werden zo’n bittere vijanden dat de Zuidelijke overheid generaal-majoor Earl Van Dorn aanstelde al bevelhebber voor het Trans-Mississippi district. Van Dorn herenigde de eenheden van Price en McCulloch die nu deel uitmaakten van het Army of the West. Hun doel was om de Noordelijke troepen aan te vallen die onder leiding stond van brigadegeneraal Samuel R. Curtis. Price kreeg een officiële commisie in het leger van de Geconfedereerde Staten van Amerika as generaal-majoor.
Met zijn numerieke overwicht viel Van Dorn de Noordelijken aan bij Pea Ridge op 7 en 8 maart 1861. Hoewel Price gewond raakte, slaagden zijn eenheden erin om de Noordelijken te verdrijven van Elkhorn Tavern op 7 maart. De volgende dag verloren de Zuidelijken evenwel de slag na zware Noordelijke tegenaanvallen.

### Westelijke front
Van Dorn stuurde Price over de Mississippi om generaal P.G.T. Beauregards Army of northern Mississippi te versterken nadat Beauregard zware verliezen had geleden na de Slag bij Shiloh. Tijdens het Beleg van Corinth vormde Van Dorns leger de rechterflank. Toen Braxton Bragg zijn Kentuckyveldtocht uitvocht, werd Van Dorn naar westelijke Mississippi gestuurd. Price kreeg toen het bevel over het District van Tennessee. Terwijl Bragg Kentucky binnenviel, vroeg hij aan Price om hem op één of andere manier te ondersteunen. Price veroverde als antwoord hierop het Noordelijke depot bij Iuka maar werd op 19 september 1862 na de Slag bij Iuka verdreven door generaal-majoor William Rosecrans. Enkele weken later, toen Pirce en Van Dorns eenheden opnieuw verenigd waren, werden de Zuidelijken opnieuw verslagen in de Tweede Slag bij Corinth.
Van Dorn werd vervangen door generaal-majoor John C. Pemberton. Price kreeg verlof en de toestemming om de Zuidelijke hoofdstad Richmond te bezoeken. Daar werd hij ontvangen door Jefferson Davis om al zijn grieven te uiten tegen Van Dorn. Hij werd echter zelf in vraag gesteld over zijn inzet voor de Zuidelijke zaak. Price kreeg de toestemming om terug te keren naar Missouri, echter zonder zijn eenheden. Davis vond Price “de meest verwaande man die hij ooit ontmoet had”.

### Trans-Mississippi front
Price kreeg toch nog opdrachten als militair aanvoerder. In de zomer van 1863 vocht hij tegen de Noordelijken in Arkansas. Hoewel hij verschillende kleinere confrontaties won, slaagde hij er niet in om de Noordelijken te verdrijven. Hij moest Little Rock opgeven en trok zich terug in zuidelijk Arkansas.

#### Camdenveldtocht
Begin 1864 gaf de Zuidelijke generaal Edmund Kirby Smith, bevelhebber in westelijk Louisiana, het bevel aan Price om vanuit Arkansas al zijn infanterieregimenten naar Shreveport, Louisiana te sturen. De Zuidelijke eenheden in de Indian Territory moesten zich aansluiten bij Price. Vanuit Texas diende generaal John B. Magruder zijn infanterie naar Marshall te sturen die ten westen van Shreveport ligt. Ten slotte moest generaal St. John R. Liddel van de Ouachita in westelijke richting oprukken naar Natchitoches in Louisiana. Price bereikte Shreveport op 24 maart met 5.000 soldaten. Kirby Smith deelde Pirces divisie in twee kleinere eenheden. Hij aarzelde te lang om daarna een beslissing te nemen. Kirby Smith wou soldaten naar het zuiden sturen om het op te nemen tegen de Noordelijke generaal Nathaniel P. Banks die sterker werd geacht dan de Zuidelijke eenheden. Deze beslissing werd tegen gewerkt door generaal Richard Taylor. Uiteindelijke marcheerde Price terug naar Arkansas om het op te nemen tegen generaal Frederick Steele tijdens de Camdenveldtocht. Price werd verslagen bij Prairie D’Ane en Jenkins’ Ferry.

#### Prices raid

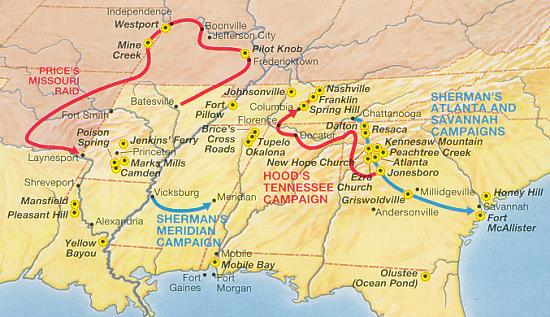
Overzicht van de strategische situatie in het westen in 1864.

Ondanks de tegenslagen in Arkansas en Louisiana kon Price zijn oversten overtuigen om hem  een invasie van Missouri te laten uitvoeren in de herfst van 1864. Price hoopte om zijn staat uit Noordelijke handen te wringen of om de herverkiezing van Abraham Lincoln te dwarsbomen indien hij in zijn missie zou slagen. Generaal Edmund Kirby Smith stemde in met het plan. Op het laatste moment verloor Price zijn infanterieregimenten omdat Kirby Smith ze ergens ander nodig had. De originele plannen van Price om tot een grootschalige invasie van Missouri over te gaan, verwaterde tot een grootschalige cavalerieraid. Zijn legermacht bestond uit 12.000 cavaleristen en veertien stukken geschut.
Het eerste grote gevecht vond plaats bij Pilot Knob. Hij veroverde het Noordelijke fort Davidson, maar verloor te veel manschappen in de aanval. Soldaten die hij nog broodnodig zou hebben. Vanuit Pilot Knob reed hij verder in westelijke richting, weg van Saint Louis (zijn hoofddoel), naar Kansas City, Missouri  en Fort Leavenworth Kansas. Het zwaar verdedigde Jefferson City moest hij links laten liggen. Hij trok een spoor  van vernieling door zijn thuisstaat. Ondertussen werd zijn aanvalsmacht kleiner door verliezen tijdens de gevechten, door ziekte en deserties.
Hoewel Price verschillende kleinere Noordelijke eenheden kon verslaan bij Boonville, Glasgow, Lexington, Little Blue River en Independence werd zijn strijdmacht uiteindelijk ingesloten na bij Westport waar hij tegen een grote overmacht het onderspit moest delven. Hij moest zich terugtrekken dwars door vijandelijk gebied in Kansas. De ene nederlaag volgde op de andere terwijl Prices gebroken leger stelselmatig in  zuidelijke richting werd gedreven richting Arkansas en zelfs nog verder naar Texas. Prices raid was de zijn laatste grote militaire operatie en de laatste Zuidelijke veldtocht ten westen van de Mississippi.

## Immigratie naar Mexico
Price zou zich nooit overgeven. Hij emigreerde naar Mexico waar hij samen met enkele medestanders een kolonie met Zuidelijke vluchtelingen wou stichtten. Hij vestigde zich uiteindelijk in Carlota in Veracruz.  Hij probeerde in dienst te treden voor keizer Maximiliaan van Mexico, echter zonder succes. Toen de kolonie mislukte, keerde Price toch terug naar Missouri.

## Latere jaren en erfenis
In Mexico kreeg Price zware gezondheidsproblemen, die in augustus 1866 alleen maar erger werden toen hij buiktyfus kreeg. Verarmd stierf Price aan de gevolgen van cholera. Hij werd begraven op 3 oktober 1867 in St. Louis en bijgezet in de Bellefontaine Cemetery.